# Island Park (Idaho)
Island Park és una població dels Estats Units a l'estat d'Idaho. Segons el cens del 2000 tenia 215 habitants.

## Demografia
Segons el cens del 2000, Island Park tenia 215 habitants, 90 habitatges, i 57 famílies. La densitat de població era de 13,3 habitants/km².
Dels 90 habitatges en un 22,2% hi vivien nens de menys de 18 anys, en un 55,6% hi vivien parelles casades, en un 6,7% dones solteres, i en un 35,6% no eren unitats familiars. En el 27,8% dels habitatges hi vivien persones soles el 2,2% de les quals corresponia a persones de 65 anys o més que vivien soles. El nombre mitjà de persones vivint en cada habitatge era de 2,39 i el nombre mitjà de persones que vivien en cada família era de 2,93.
Per edats la població es repartia de la següent manera: un 19,5% tenia menys de 18 anys, un 11,2% entre 18 i 24, un 27,4% entre 25 i 44, un 28,4% de 45 a 60 i un 13,5% 65 anys o més.
L'edat mediana era de 42 anys. Per cada 100 dones de 18 o més anys hi havia 119 homes.
La renda mediana per habitatge era de 26.250 $ i la renda mediana per família de 30.000 $. Els homes tenien una renda mediana de 22.292 $ mentre que les dones 16.250 $. La renda per capita de la població era de 15.617 $. Aproximadament el 21% de les famílies i el 23,9% de la població estaven per davall del llindar de pobresa.

## Poblacions més properes
El següent diagrama mostra les poblacions més properes.